# Santa-Reparata-di-Balagna
Santa-Reparata-di-Balagna (korziško Santa Riparata di Balagna) je naselje in občina v francoskem departmaju Haute-Corse regije - otoka Korzika. Leta 2007 je naselje imelo 953 prebivalcev.

## Geografija
Kraj leži na severozahodu otoka Korzike 73 km jugozahodno od središča Bastie.

## Uprava
Občina Santa-Reparata-di-Balagna skupaj s sosednjimi občinami Corbara, L'Île-Rousse, Monticello, Pigna in Sant'Antonino sestavlja kanton Île-Rousse s sedežem v Île-Rousse. Kanton je sestavni del okrožja Calvi.

## Zanimivosti
- župnijska cerkev sv. Reparate iz 11. do 16. stoletja; prvotna je bila zgrajena po nalogu papeža Paskala I. že leta 830, posvečena krščanski svetnici in mučenki Reparati,
- zaselek Occiglioni severozahodno od naselja, zgrajen na mestu nekdanjega antičnega kraja Agille.